# Elstra
Elstra (em alto sorábio: Halštrow) é uma cidade da Alemanha localizada no distrito de Bautzen, região administrativa de Dresden, estado da Saxônia.